# André Beckers
Pour les articles homonymes, voir Beckers.
André Beckers, né le 10 octobre 1927 à Bressoux (province de Liège) et mort le 5 juin 2021, est un auteur de bande dessinée , dessinateur de presse, illustrateur et peintre belge. Il use de différents pseudonymes : Beckers, Bek's, Bekson, Andy et Herbé.

## Biographie
André H. Beckers naît le 10 octobre 1927 à Bressoux,. Il effectue des études artistiques à l'Académie royale des beaux-arts de Liège d'où il est diplômé en 1946. Il publie sa première bande dessinée : La Patrouille des Aigles dans le mensuel scout Cocorico la même année. À la même époque, il participe à l'aventure de l'éphémère hebdomadaire liégeois Grand Cœur et crée son personnage de Monsieur Bim dans Hello en 1947, année où il commence à travailler pour l'agence World’s P. Press fondée par Georges Troisfontaines, où il assiste Victor Hubinon sur les premiers épisodes de Buck Danny destinés à Spirou,. Il réalise des illustrations, du lettrage. Par l'intermédiaire de cette agence, il va placer dans Spirou de nombreuses planches techniques sur l'aviation et la marine, et va illustrer, dans les années 1950-1960, vingt-huit récits des Belles Histoires de l'Oncle Paul sur des scénarios de Octave Joly.
Il réalise seul, sous le pseudonyme de Bek's, Mac Tomson pour Héroïc-Albums de Fernand Cheneval en 1950, dans laquelle il livre sa propre vision de la guerre du Pacifique avec les exploits de ce lieutenant-aviateur, tout en étant influencé par les premiers Buck Danny de Victor Hubinon son collègue de la World Press. Puis, il entre, l'année suivante, au service du quotidien régional La Meuse comme dessinateur de presse. Trois ans plus tard, il monte à la capitale pour chercher de nouveaux débouchés et il s'y installe.
C'est via le beau-frère de Georges Troisfontaines : Yvan Chéron et son agence L'International Press qu'il rejoint en 1954 que sa production de scénariste-dessinateur est diffusée dans de nombreux quotidiens et leurs suppléments pour la jeunesse tels La Dernière Heure, La Libre Belgique, L'Est républicain, De Standaard et Het Belang van Limburg où le détective Criquet, les scouts Bison et Ouistiti, ainsi que Le Chien Poum vont connaître plusieurs aventures, souvent reprises par la suite dans des mensuels de petits formats français. Il fait la connaissance d'un autre auteur liégeois : Michel Greg en 1954 avec lequel il crée Rupert Rafale qui vivra ses aventures dans les cinq premiers numéros du périodique Le journal de Paddy de 1955. Cet aviateur paraît également dans Ima sous le nom de Roger Rafale. Il crée graphiquement la série Vic Volcan avec le même scénariste dont 4 histoires de 28 pages sont publiées dans Pancho de 1957 à 1958. Il réalise de nombreux récits complets réalistes, ainsi que des chroniques sur la nature pour Tintin à partir de 1954. Pour le rédacteur en chef André Fernez et le scénariste Yves Duval, il réalise de nombreuses histoires courtes réalistes. Alors qu'il est pressenti pour succéder à Will au poste de directeur artistique de ce dernier journal, il est victime d'un grave accident de voiture qui interrompt sa carrière de dessinateur en 1961. Au terme d'une longue convalescence, il imagine encore le scénario de deux grandes aventures de Stany Derval : Angoisse dans la vallée de Koa et Les Casseurs de 500 pour le dessinateur Mitacq en 1969, publiées tardivement dans la collection « Tout Mitacq » aux éditions Dupuis en 1994-1995. Puis, il scénarise également pour les journaux Tintin et Tremplin. Dans les années 1970, il réalise seul Pouf le fou du Roi pour le quotidien Vers l'Avenir, repris en album tardivement aux éditions La Vache qui Médite en 2010 et il prend pour assistant Luc Warnant. Par manque de nouvelles collaborations, il devient décorateur d’intérieur et fonde une école de dessin et de peinture — Le jeune Denis Bodart vient prendre conseil auprès de lui — à Jodoigne et il aura Benoît Roels comme élève pendant 5 ans. Il effectue, en 1980, un ultime retour à la bande dessinée dans Spirou où il réalise seul trois courts épisodes dont deux histoires à suivre de Romarin repris en albums aux éditions La Vache qui Médite en 2008-2010.
Il meurt le 5 juin 2021, à l'âge de 93 ans.

## Œuvres

### Revues et journaux

#### Pancho
- Vic Volcan avec Michel Greg (4 histoires de 28 pages de 1957 à 1958)[9].

#### Spirou
Les Belles Histoires de l’oncle Paul par André H. Beckers (28 histoires)
- 1959 :
  - Chef des tigres volants (4 planches, scénario Octave Joly)
  - L’Homme aux idées folles (4 planches, scénario Octave Joly)
- 1964 :
  - Une aéronaute intrépide (4 planches, scénario Octave Joly)
  - L’Exploit du capitaine Boyton (4 planches, scénario Octave Joly)
  - Souvenez-vous d’Alamo (4 planches, scénario Octave Joly)
  - La Victoire de Samothrace (4 planches, scénario Octave Joly)
  - Il n’y a plus de décorations pour lui (4 planches, scénario Octave Joly)
  - Nellie battra-t-elle Philéas ? (4 planches, scénario Octave Joly)
- 1965 :
  - Cinq mois à la dérive (4 planches, scénario Octave Joly)
  - Ce ne fut pas à Tolbiac (4 planches, scénario Octave Joly)
  - Il les fit marcher sur la mer… en sabots (4 planches, scénario Octave Joly)
  - Le Lasso magique (4 planches, scénario Octave Joly)
  - Face aux mutins (4 planches, scénario Octave Joly)
- 1966 :
  - Le Zeppelin de Gand (6 planches, scénario Octave Joly)
  - Cuirassé contre porte-avions (4 planches, scénario Octave Joly)
  - D’Entrecastaux retrouvera-t-il La Pérouse (4 planches, scénario Octave Joly)
  - Corsaire de l’air (4 planches, scénario Octave Joly)
  - Vacances mouvementées (5 planches, scénario Octave Joly)
  - Jusqu’au bout à Coronel (4 planches, scénario Octave Joly)
- 1967 : L’Évasion de Grotius (4 planches, scénario Octave Joly)
- 1968 :
  - Le Serpent qui porte les nouvelles (4 planches, scénario Octave Joly)
  - Le Canard de Fribourg (4 planches, scénario Octave Joly)
  - L’Arbre qui pleure change le monde (4 planches, scénario Octave Joly)
  - Elle naquit sur un coup de tonnerre (4 planches, scénario Octave Joly)
  - Levassor lance l’automobile (4 planches, scénario Pasquiez)
  - Le Deuxième Coureur du marathon (4 planches, scénario Pasquiez)
- 1969 :
  - Que sont-ils devenus ? (4 planches, scénario Octave Joly)
  - Le « 14 bis » volait à reculons (4 planches, scénario Octave Joly)

Stany Derval
- Mitacq (dessin) et André Beckers (scénario), Angoisse dans la vallée de Koa (Première parution : Spirou 1634 à 1650 du 7 août 1969 au 27 novembre 1969)
- Mitacq (dessin) et André Beckers (scénario), Les Casseurs de 500 (Première parution : Spirou 1667 à 1687 du 26 mars 1969 au 13 août 1969)